# Compagnie des chemins de fer rhénans

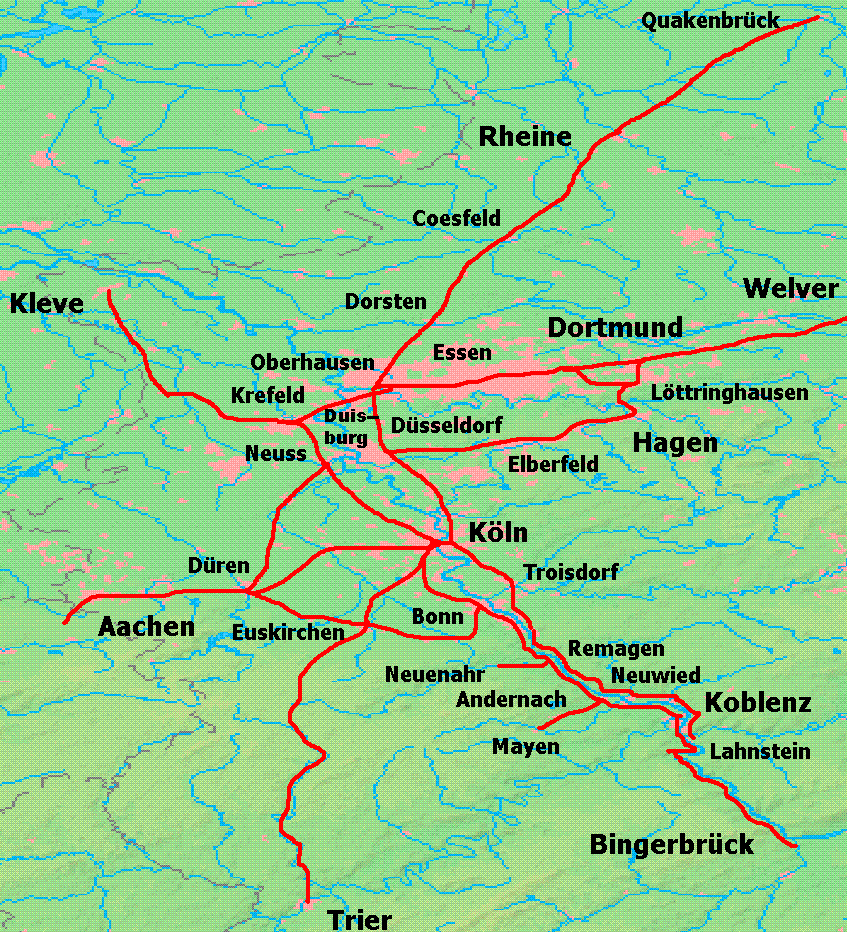
Itinéraires de la Compagnie des chemins de fer rhénans peu avant la nationalisation

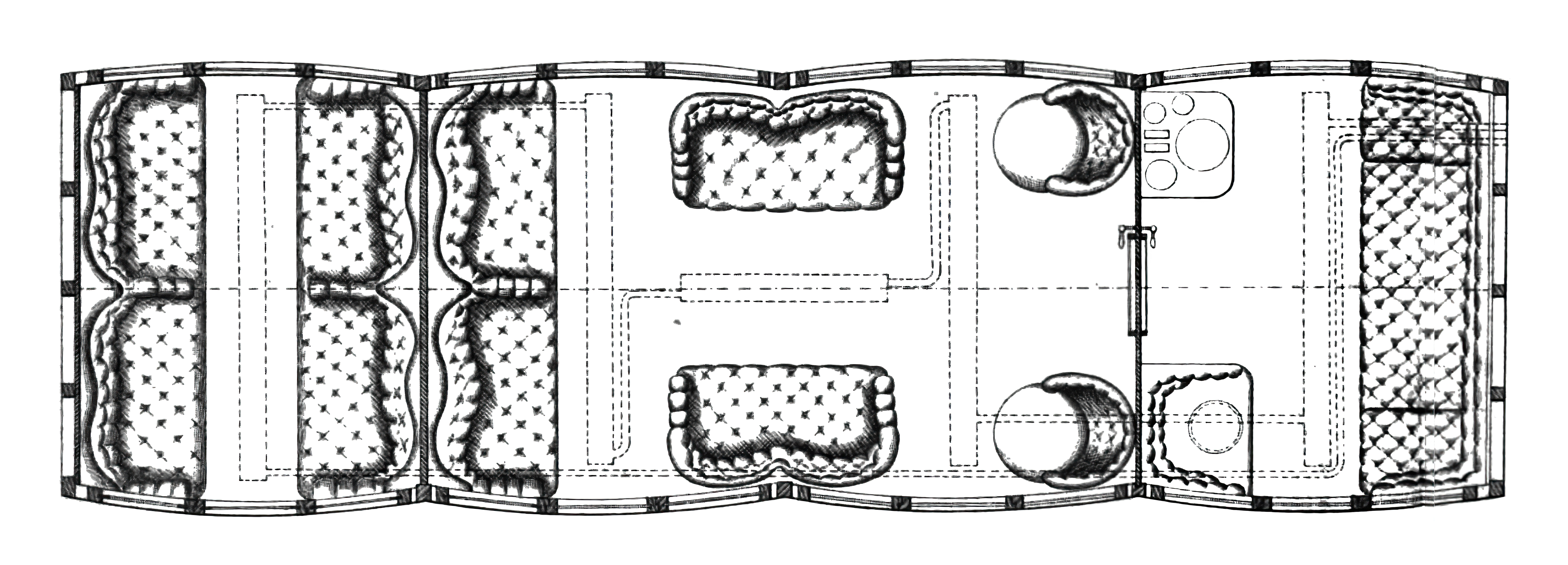
Voiture-salon des chemins de fer rhénans, années 1860

La Compagnie des chemins de fer rhénans (en abrégé RhE) est, avec la Cologne-Minden et la Berg-La Marck, l'une des trois grandes compagnies ferroviaires en activité à partir du milieu du XIXe siècle, qui desservent surtout la Rhénanie et la région de la Ruhr par le chemin de fer.

## Fondation
En cherchant des moyens d'éviter les tarifs élevés du Rhin (de) néerlandais, les industriels du Rhin et du pays de Berg découvrent très tôt l'existence du chemin de fer. L'État belge, fondé en 1831, s'intéresse également aux relations commerciales avec la Prusse. N'étant pas riverain du Rhin, le pays est désavantagé sur le plan commercial par rapport aux Pays-Bas et fait avancer la construction de son réseau ferroviaire.
En décembre 1833, le Comité des chemins de fer de Cologne, dirigé par le maire de Cologne Johann Adolph Steinberger (de) et l'entrepreneur Ludolf Camphausen, reçoit la concession de la construction d'une ligne ferroviaire entre Cologne et la frontière belge. Le tracé réalisé par le Comité des chemins de fer de Cologne comprend un contournement de la ville d'Aix-la-Chapelle avec lequel les commerçants qui y vivent ne sont pas d'accord. Sous la direction de David Hansemann et Philipp Heinrich Pastor (de), ils fondent à leur tour le Comité des chemins de fer d'Aix-la-Chapelle. C'est le début du conflit ferroviaire entre Cologne et Aix-la-Chapelle
La Compagnie des chemins de fer rhénans est fondée à Cologne en 1836 ; Ludolf Camphausen devient le premier président de la société. À Aix-la-Chapelle, la Compagnie des chemins de fer prussiens-rhénans est fondée en mars 1836 en tant que contre-organisation (par David Hansemann). Chaque compagnie ferroviaire représente les intérêts des commerçants où elle est fondée. Le 6 avril 1836, une conférence à Juliers, présidée par le haut président de la province de Rhénanie Ernst von Bodelwickelh et à laquelle participent des représentants des entreprises d'Aix-la-Chapelle et de Cologne, ne parvient pas à trouver une solution au conflit ferroviaire. Hansemann et le fabricant de tissus d'Aix-la-Chapelle Joseph van Gülpen (de) se rendent ensuite à Berlin et soumettent une demande pour un itinéraire via Aix-la-Chapelle. De longues négociations ont lieu à Berlin entre les représentants d'Aix-la-Chapelle et de Cologne jusqu'à ce que le roi de Prusse Frédéric-Guillaume III le 12 février 1837, le tracé via Aix-la-Chapelle est décidé, mettant ainsi fin au conflit ferroviaire
Du 31 mars au 8 juin, la fusion de la Compagnie des chemins de fer rhénans et de la Compagnie des chemins de fer prussiens-rhénans est décidée lors d'une « assemblée générale commune » à Cologne, soit le 9 juillet 1837, la Compagnie des chemins de fer rhénans est refondée.
De 1844 jusqu'à la nationalisation, Gustav Mevissen prend la présidence de la Compagnie des chemins de fer rhénans.
La connexion avec les ports allemands de la mer du Nord n’est établie que des années plus tard. Ce n'est qu'en 1843 qu'est fondée la Compagnie des chemins de fer de Cologne-Minden, qui construit la ligne ferroviaire jusqu'à Minden en 1847. Les chemins de fer royaux hanovriens assurent des liaisons vers les ports maritimes allemands via des détours. Des lignes ferroviaires directes de la zone industrielle rhénane-westphalienne aux ports allemands de la mer du Nord ne sont ouvertes qu'en 1856 avec la ligne de l'Ouest hanovrien jusqu'à Emden et en 1873/1874 avec la ligne Hambourg-Venlo vers Brême et Hambourg.

## Construction d'itinéraires

### Cologne–Aix-la-Chapelle–Belgique

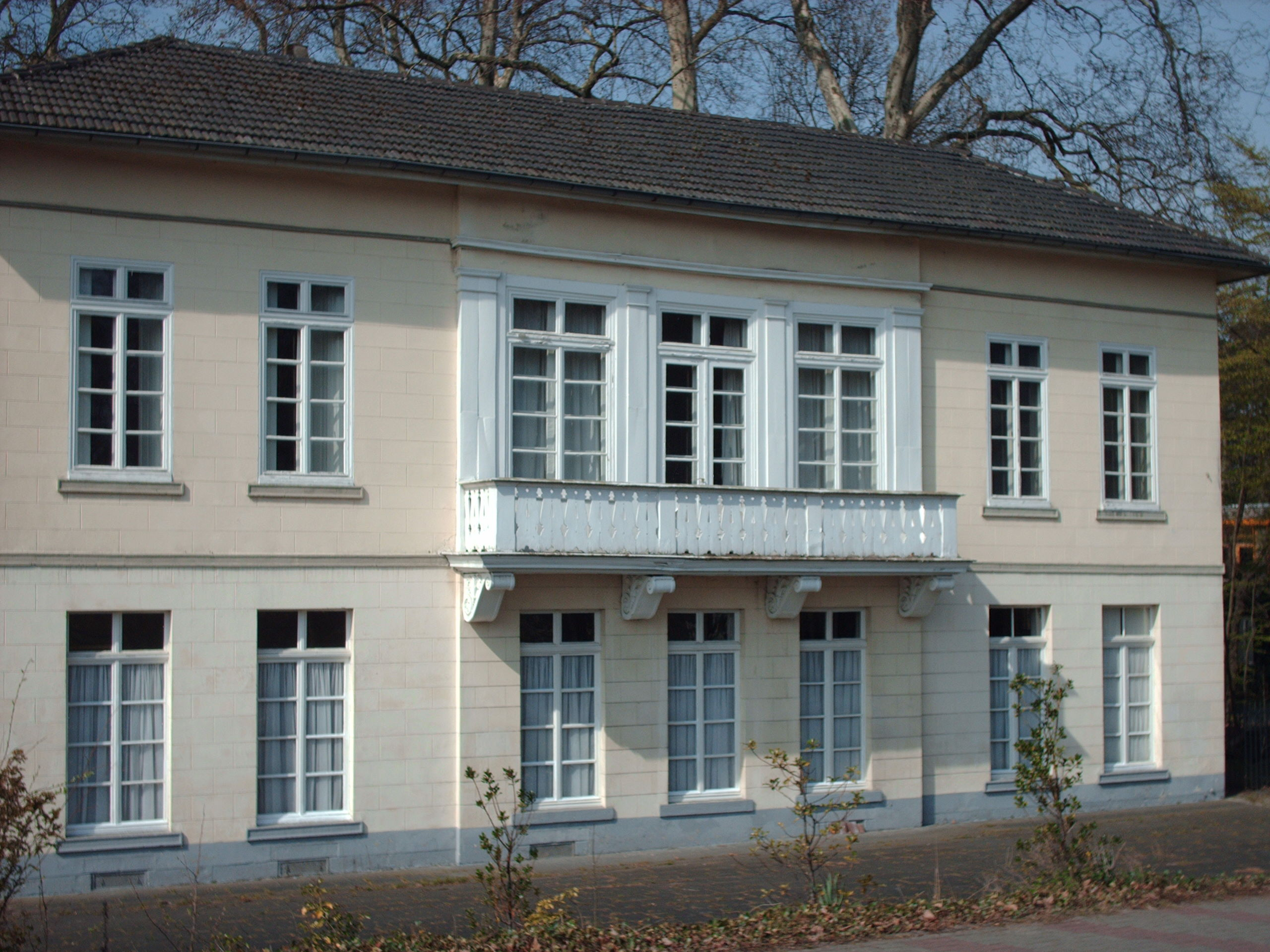
Maison Belvedere, point final de la route vers Müngersdorf

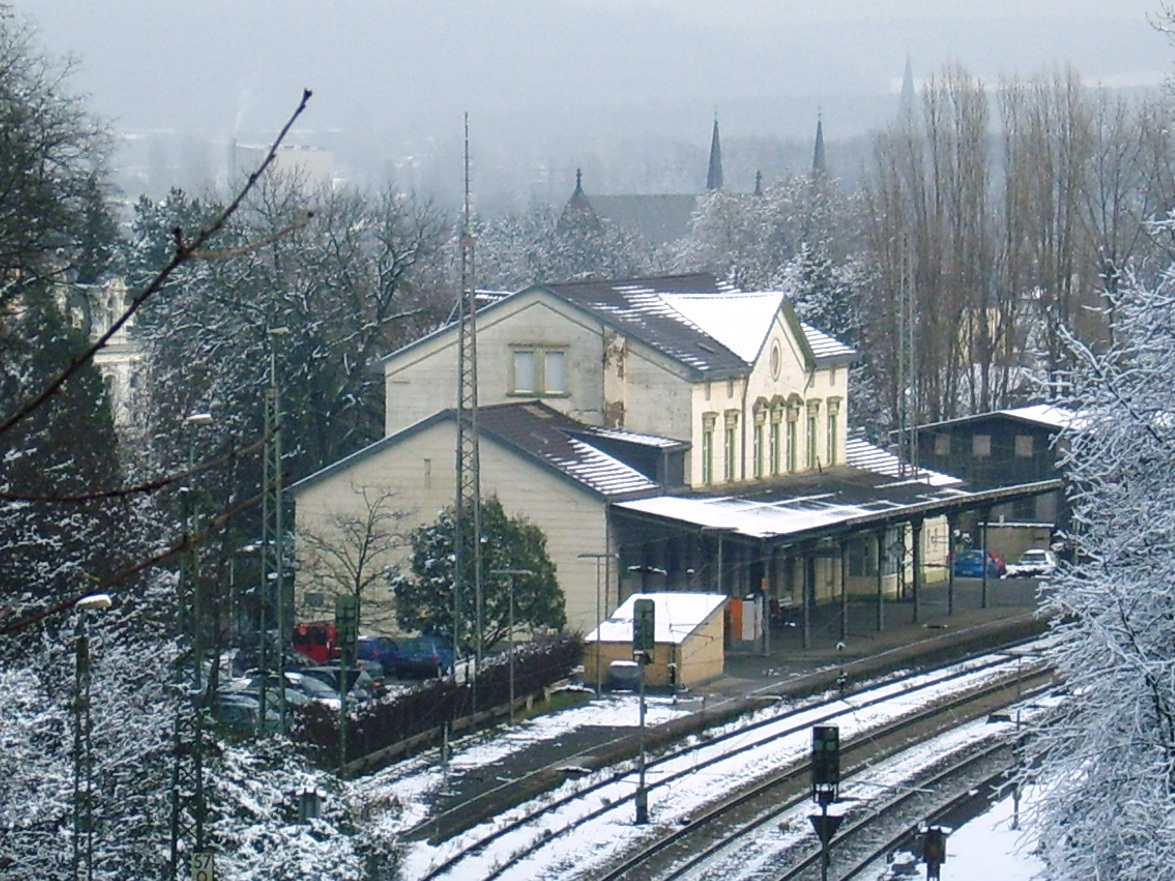
Vue depuis le tunnel d'Ichenberg jusqu'à la gare principale d'Eschweiler entre Düren et Aix-la-Chapelle

Le 21 août 1837, l'entreprise reçoit la concession prussienne pour la construction de la ligne ferroviaire Cologne-Düren-Aix-la-Chapelle-frontière belge, longue de 86 kilomètres, après la résolution du différend sur le tracé. Le premier tronçon à Cologne, avec sept kilomètres jusqu'à Müngersdorf, est ouvert en 1839. Deux autres tronçons via Lövenich et Düren jusqu'à Aix-la-Chapelle sont achevés en 1840 et 1841. Le tunnel de Königsdorf (de), long de 1 632 mètres et éventré entre-temps, en fait également partie. Le dernier tronçon jusqu'à la frontière belge à Herbesthal est ouvert à la circulation le 15 octobre 1843. Ici, sur la pente de 1:38 entre Aix-la-Chapelle et Ronheide (rampe de Ronheide (de)), il y a jusqu'en 1855 un service de traction par câble avec une machine à vapeur stationnaire. Cette ligne est le premier chemin de fer reliant le royaume de Prusse à l'étranger.
À l'ouverture de la ligne, il existe déjà deux liaisons vers le nord de la France via le réseau belge déjà bien développé ; les lignes de là vers Paris sont achevées en 1846 : le 16 juin de Valenciennes et le 20 juin 1846 de Lille.

### Ligne de la rive gauche du Rhin et gare centrale de Cologne
La RhE commence son expansion le 1er janvier 1857 avec le rachat de la Compagnie du chemin de fer de Bonn à Cologne (de) (BCE) pour 1,05 million de thalers avec sa ligne de Cologne longue de 45 kilomètres (Bf. St. Pantaléon)-Bonn-Rolandseck. Elle construit ce tronçon gauche du Rhin en 1859 d'une longueur de 107 kilomètres plus loin via Coblence jusqu'à Bingerbrück et obtiennent ainsi obtenu des liaisons avec le chemin de fer Louis de Hesse (de) vers Mayence et Ludwigshafen ainsi qu'avec le chemin de fer Rhin-Nahe jusqu'à Sarrebruck jusqu'aux mines de charbon de là-bas (Saarrevier). En outre, une connexion entre Coblence et les chemins de fer d'État de Nassau (de) à Oberlahnstein est établie en 1864 via le pont sur le Rhin de Pfaffendorf (de). L'État prussien garantit les intérêts pour cette section du tracé et du pont et contribue aux coûts de construction du pont.
Après la fusion avec BCE, la « gare centrale » est construite la même année selon les plans de Hermann Otto Pflaume (de) pour le compte de la RhE. Avec le pont de la cathédrale (de), la gare est inaugurée en 1859. La gare centrale est une gare à la fois terminale et de transit : les trains RhE en provenance de l'ouest se terminent sur quatre voies terminales, tandis que les trains CME en provenance du pont de la cathédrale atteignent la gare sur deux voies de passage.

### Cologne-Clèves-Pays-Bas
Le 1er juin 1860, le chemin de fer de Cologne à Crefeld (de) est repris par les chemins de fer rhénans et son itinéraire de 53 kilomètres de Cologne à Krefeld est prolongé de 65 kilomètres supplémentaires en 1863 via Goch jusqu'à Clèves. De là, en 1865, elle construit une ligne de chemin de fer sur le pont ferroviaire de Griethausen (de), la ligne Spyck-Welle (de) et Elten jusqu'à Zevenaar aux Pays-Bas.
Cela donne non seulement à la Compagnie des chemins de fer rhénans une connexion avec les ports néerlandais de la mer du Nord, mais devient également une partie d'une route de transit lucrative vers le sud de l'Allemagne et la Suisse. Une liaison entre Clèves et Nimègue est également construite la même année. À Goch, un nouveau bâtiment de gare représentatif sur un site insulaire est mis en service en 1878 en tant que gare commune avec la traversée Noord-Brabantsch-Duitsche Spoorweg-Maatschappij (de).
La RhE ouvre une autre liaison avec les Pays-Bas en 1868 avec sa ligne Kempen-Venlo (de), qui est parallèle à la ligne Viersen-Venlo (de) de la Compagnie des chemins de fer bergeois-marckois depuis Kaldenkirchen.

### Ligne de l'Eifel

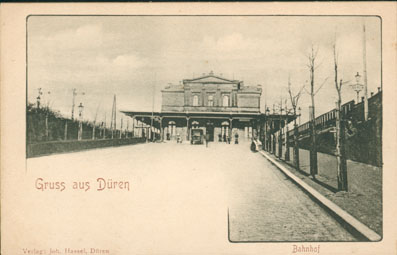
Gare de Düren 1920

En 1864, commence la construction du chemin de fer de l'Eifel (de), long de 170 kilomètres, qui coûte plus de 16 millions de thalers, de Düren via Euskirchen et Gerolstein jusqu'à Trèves, qui est inauguré le 15 juillet 1871. Cela donne à la Compagnie des chemins de fer rhénans un deuxième accès à la région de la Sarre et des liaisons pratiques avec les mines de minerai de Lorraine, devenues allemandes en 1870/1871. Après la guerre de 1866, la compagnie tente de reprendre à l'État prussien les chemins de fer de la Sarre et les chemins de fer d'État de Nassau Wiesbaden-Oberlahnstein-Wetzlar pour compléter le chemin de fer de l'Eifel en construction et le tracé prévu sur la rive droite du Rhin. Cependant, comme il exige également le rachat du chemin de fer Rhin-Nahe, très déficitaire, cette expansion intéressante n'aboutit à rien. Un rachat du chemin de fer de la vallée de la Nahe aurait sérieusement limité la rentabilité de la ligne de l'Eifel.

### Ligne de la Ruhr
La compagnie, qui n'opère auparavant que sur la rive gauche du Rhin, réussit à traverser le Rhin le 1er septembre 1866 en prolongeant sa ligne de la Ruhr (de) depuis Osterath via Krefeld-Uerdingen, (Duisbourg-)Rheinhausen, la ligne Rheinhausen-Hochfeld (de) sur le Rhin, (Duisbourg-)Hochfeld, (Mülheim-)Speldorf, Mülheim (de), (Mülheim-)Heißen à Essen Nord.
Elle construit des voies d'évitement vers de nombreuses mines de charbon de cette région, en grande partie gratuitement pour celles qui s'y connectent. La ligne est poursuivie jusqu'en 1874 via Bochum Nord, Langendreer Nord jusqu'à Dortmund Sud. La même année, la voie est remplacée par un pont fixe sur le Rhin (pont ferroviaire de Duisbourg-Hochfelder (de)) et, sur la rive droite du Rhin, les berges libérées sont aménagées en un port appartenant au chemin de fer et utilisé pour le chargement par bateau des charbons approvisionnés.
Le 15 février 1870, une ligne secondaire de trois kilomètres de long entre la gare de Hochfeld et (Alt-)Duisbourg est mise en service, qui devient le point de départ de la ligne ferroviaire vers Quakenbrück (de) en 1879. En conséquence, jusqu'à sa construction en 1935, trois gares indépendantes pour les grands chemins de fer privés existent pendant longtemps dans une petite zone de Duisbourg, à l'emplacement de la gare principale actuelle.
Le tracé, qui encore parfois appelé « chemin de fer rhénan », est désormais divisé en tronçons, est aujourd'hui partiellement désaffecté et n'est emprunté - si tant est qu'il le soit - la plupart du temps que par des trains de marchandises de transfert ; seul le tracé à Dortmund Sud est emprunté par le S 4 du S-Bahn Rhin-Ruhr. Dans le cadre de l'unification des universités de Duisbourg et d'Essen, il est discuté, de manière aussi brève qu'infructueuse, d'aménager le tracé de Duisbourg-Neudorf via (Mülheim-)Speldorf, Mülheim (Ruhr) Hauptbahnhof, (Mülheim-)Heißen jusqu'à Essen Nord pour le trafic voyageurs, afin de mettre en place une liaison directe entre les deux campus. Cette section est fermée (à partir de 2009) et transformée en piste cyclable et pédestre. Le 6 mars 2011, le pont sur l'A40 à Bochum est démantelé. Ainsi, la liaison entre la gare de Gelsenkirchen-Wattenscheid et la gare de Bochum Nord, mise en service le 15 octobre 1874, est interrompue.
Dans le cadre de l'aménagement de l'ancienne gare d'Essen pour le Centre vert, de vastes fouilles archéologiques sont réalisées, au cours desquelles plusieurs couches et sections du développement de l'exploitation ferroviaire dans l'ancienne gare d'Essen Nord sont découvertes

### Ligne de la droite du Rhin

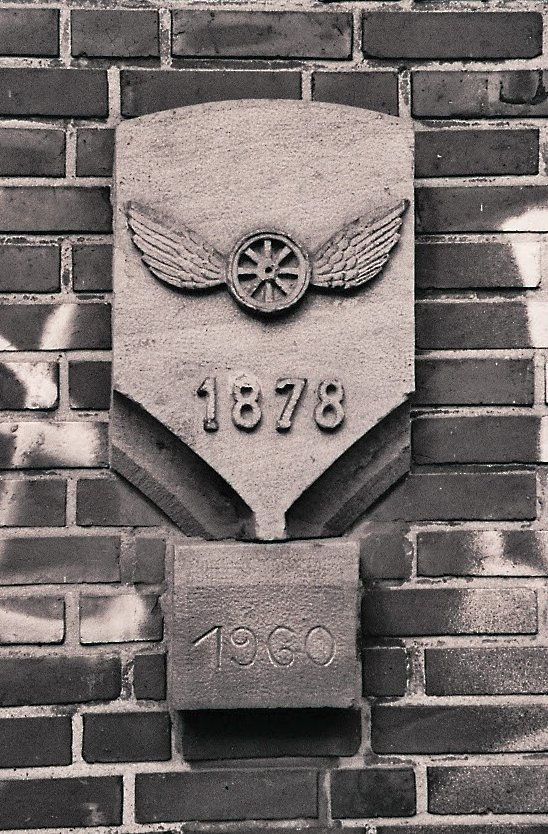
Clé de voûte de l'ancienne gare de Herdecke

En outre, à partir de 1869, la Compagnie des chemins de fer rhénans construit la ligne de la droite du Rhin (de) depuis Ehrenbreitstein près de Coblence via Neuwied, Oberkassel jusqu'à Troisdorf, qui est atteinte en 1871. À Oberkassel, le ferry ferroviaire Bonn-Oberkassel (de) est ouvert le 1er novembre 1870 et reste en service jusqu'en 1914, reliant les tronçons gauche et droit du Rhin. Un passage similaire, la ligne Stolzenfels-Oberlahnstein (de), existe au sud de Coblence de 1862 à 1864 pour relier prématurément les tronçons droit et gauche du Rhin jusqu'à ce que la construction du pont de Pfaffendorf (de) puisse être achevée. La poursuite de la construction de la ligne Mülheim-Speldorf-Troisdorf (de) via Cologne-Mülheim, Opladen, Düsseldorf-Eller et Ratingen Ouest en 1874 relie cette ligne à la ligne de la Ruhr susmentionnée et ouvre une route bon marché vers le sud pour le transport du charbon.
La ligne de la Ruhr est en grande partie parallèle à la ligne ferroviaire existante Duisbourg-Dortmund (de) de la Compagnie des chemins de fer bergeois-marckois et vise à détourner une partie du transport lucratif du charbon de la concurrence en reliant de nombreuses mines à son propre réseau routier. Ce projet de son président, le Conseil Privé du Commerce von Mevissen, la Compagnie des chemins de fer rhénans réussit complètement. Le transport de charbon se développe considérablement dès le début, car le chemin de fer réduit considérablement les tarifs de l'autre compagnie avec son nouveau tarif d'un pfennig pour le transport de charbon. En conséquence, les prix du charbon en Allemagne et dans les pays voisins chutent de 10% à 15%.

### Pays de Berg

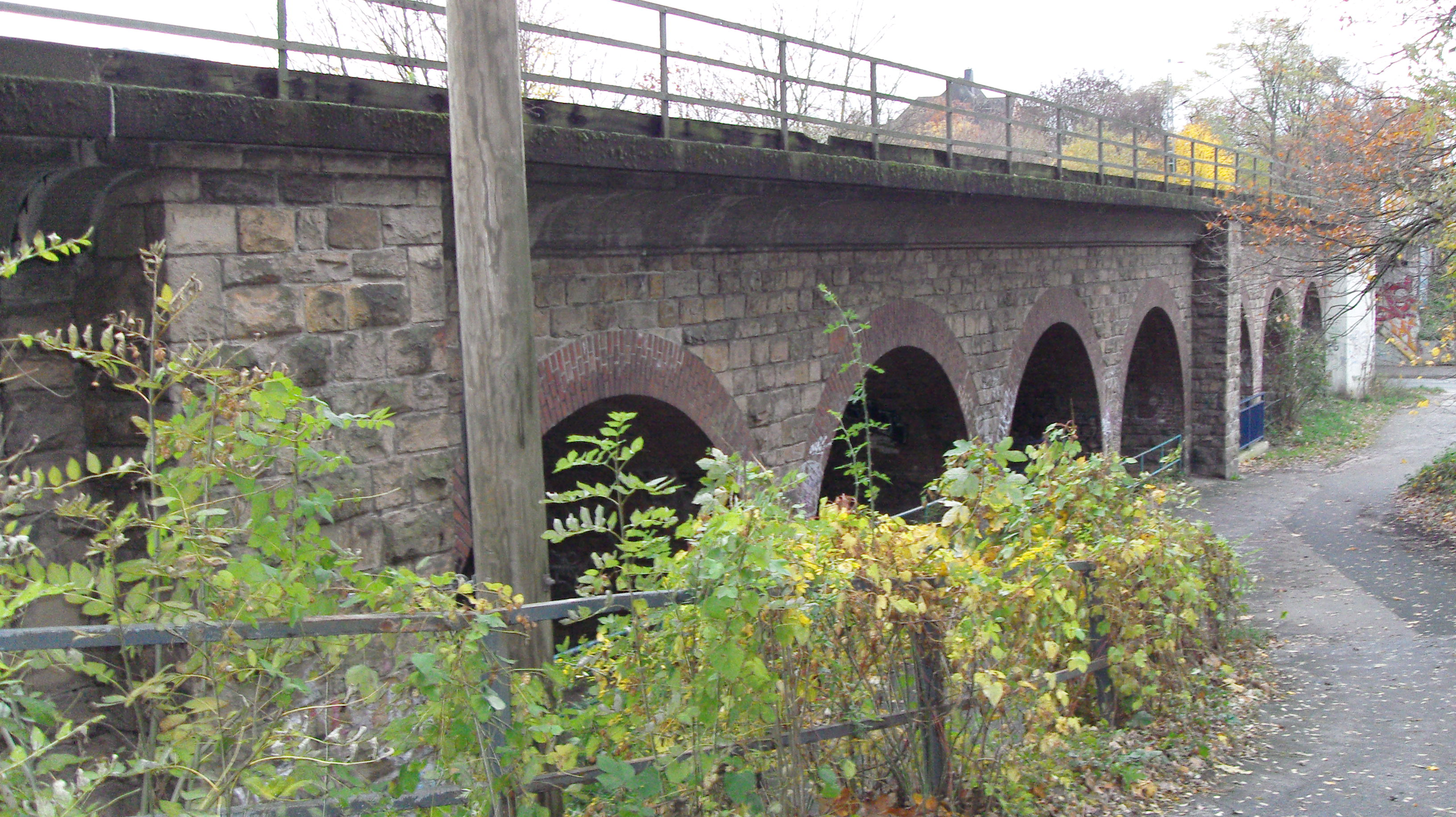
Viaduc sur la voie ferrée à charbon Hasper entre Hagen-Westerbauer et Hagen-Heubing

La compagnie poursuit la même stratégie à partir de 1873 avec la construction de la ligne Düsseldorf-Derendorf-Dortmund-Sud (de), longue de 75 kilomètres, part de Düsseldorf via Elberfeld (aujourd'hui partie de Wuppertal), Schwelm Nord, Gevelsberg, Hagen, Herdecke et Hörde jusqu'à Dortmund, avec laquelle elle est également en concurrence avec une ligne de la Compagnie des chemins de fer bergeois-marckois. De cette ligne bifurque à Dortmund-Löttringhausen une ligne vers Langendreer via Witten Est (Âne rhénan (de)).
Aujourd'hui, la ligne est utilisée de Düsseldorf à Mettmann (trains de voyageurs (S 28) et trains de marchandises) ou jusqu'à Dornap-Hahnenfurth (uniquement trains de marchandises). À partir de fin 2020, le trafic de passagers vers Wuppertal-Vohwinkel (de) doit reprendre (grâce au prolongement de la ligne S 28 jusqu'à la gare centrale de Wuppertal). Toutefois, Vohwinkel ne sera bien entendu pas atteint par l'ancienne ligne via Wuppertal-Lüntenbeck, car pour des raisons d'exploitation, cela n'est toujours possible que par l'Est et, de plus, le tunnel de Tesch (de) qu'il faudrait alors traverser ne peut plus être utilisé entre-temps pour protéger les chauves-souris qui y cherchent leurs quartiers d'hiver. Au lieu de cela, le tracé est dévié vers le nord-est, parallèlement à la route fédérale 7, peu avant la gare de Dornap-Hahnenfurth, où il rejoint, après environ deux kilomètres et le passage de la nouvelle gare de Hahnenfurth-Düssel, le chemin de fer Prince-Guillaume en provenance d'Essen-Steele, qui passe par la ligne principale de Wuppertal et atteint la gare de Wedge à Vohwinkel.
Avec l'ouverture de la voie ferrée du Nord (de) de Wuppertal le 19 décembre 2014, la transformation du tronçon Wuppertal-Lüntenbeck-Wuppertal-Wichlinghausen en piste cyclable et de randonnée est achevée. Cela comprend également la courte liaison avec la ligne de chemin de fer bergeoise-marckoise Lüntenbeck-Vohwinkel. Son homologue à l'autre extrémité (Est) de Wuppertal, la route de liaison avec la ligne de chemin de fer bergeoise-marckoise Wichlinghausen-Langerfeld, est également depuis fin 2019 un espace libre pour la circulation non motorisée sous le nom de Schwarzbachtrasse (de). Le Mouvement de Wuppertal (de), une organisation à but non lucratif à l'origine de la conversion, entretient désormais l'itinéraire et ses structures.
Les voies ferrées ne partent plus que du portail ouest du tunnel de Rott (de) et passent devant la gare de Wuppertal-Loh (de), un peu plus loin jusqu'à l'ancienne connexion de la coopérative de consommation Vorwärts-Befreiung (de) à Clausen, longue de 1,6 km utilisée pour les trajets en tramway.
Dans la suite du parcours, à partir de Wuppertal-Wichlinghausen, dont le site de la gare de triage de 13 ha connaît une renaissance urbaine sous le nom de "Plateau de Berg" avec 300 unités d'habitation, la ligne est depuis longtemps désaffectée et démantelée jusqu'à Schwelm-Loh. Au-delà de Schwelm-Loh et jusqu'à Hagen, la ligne est empruntée par le S 8 du S-Bahn Rhin-Ruhr, qui arrive par une voie de raccordement depuis la gare de Schwelm de la Compagnie des chemins de fer bergeois-marckois. En gare de Gevelsberg-Ouest (de), cette liaison débouche sur la ligne rhénane ; avant cela, deux tunnels parallèles de plusieurs centaines de mètres de long, situés à proximité l'un de l'autre, permettent de passer sous la crête nord de Schwelm. Le court tronçon Loh-Gevelsberg-Ouest est encore utilisé jusqu'en décembre 2005(?) par des trains de marchandises pour desservir un ferrailleur, puis mis au concours par la DB Netz pour être repris par des tiers "en raison de sa non-rentabilité" et également fermé en 2006.

### Vers la mer du Nord

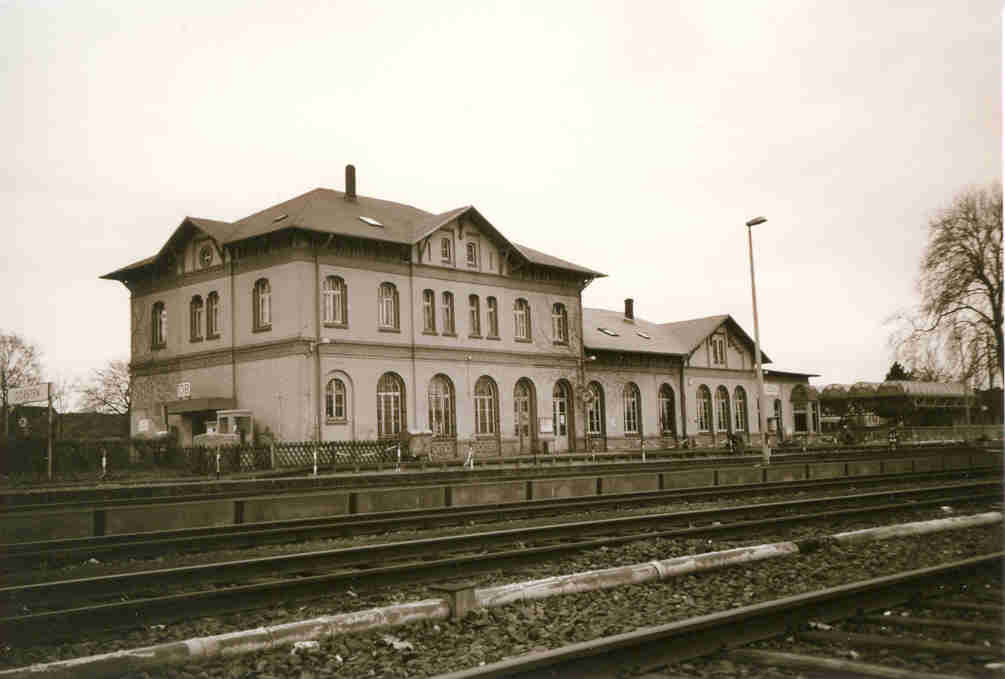
La gare de Dorsten comme bâtiment typique de la Compagnie des chemins de fer rhénans

La Compagnie des chemins de fer rhénans n'a plus de liaison avec les ports allemands de la mer du Nord. La compagnie du chemin de fer de Cologne à Minden y est en activité depuis le 18 juin 1874, tout le trafic ferroviaire est sous son contrôle avec l'ouverture de sa ligne de Wanne via Haltern, Münster, Osnabrück et Brême jusqu'à Hambourg.
Avec sa concession prussienne du 9 juin 1873, la Compagnie des chemins de fer rhénans construit en 6 ans sa propre ligne vers le nord. Partant de la gare rhénane de Duisbourg, construite en 1870, la ligne Duisbourg-Quakenbrück (de), ouverte le 1er juillet 1879 et longue de 175 kilomètres, mène à Quakenbrück via Oberhausen-Ouest, Bottrop-Nord, Dorsten et Rheine jusqu'à Quakenbrück. À Rheine, il est relié au réseau de la Compagnie des chemins de fer royaux de Westphalie jusqu'à Emden et à Quakenbrück aux chemins de fer d'État grand-ducaux d'Oldenbourg (de) jusqu'à Wilhelmshaven.

## Développement des affaires et nationalisation

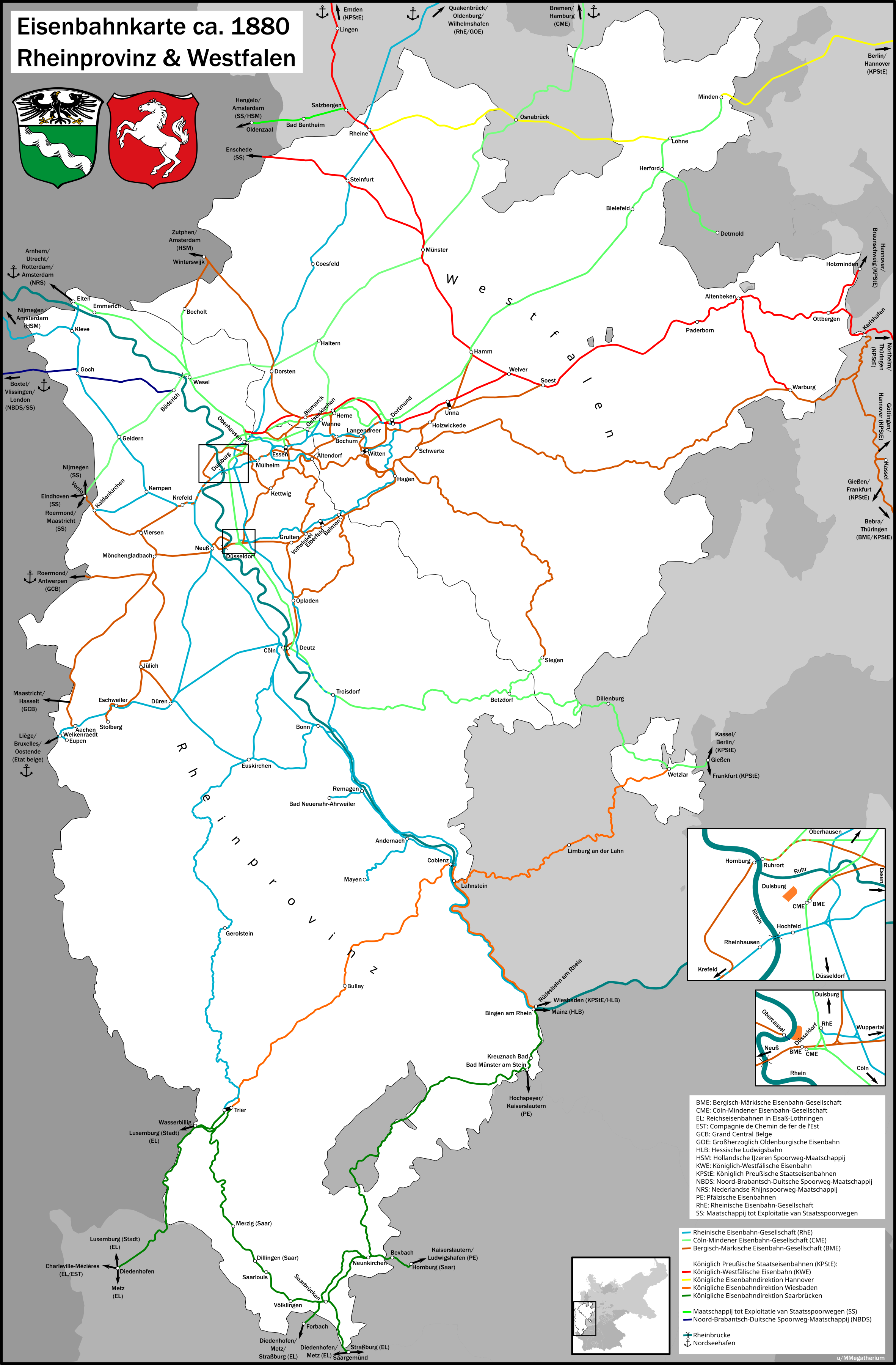
Carte ferroviaire de la province de Rhénanie et de la Westphalie (environ 1880), peu avant la nationalisation

Le banquier et commerçant Ludolf Camphausen est l'un des principaux acteurs de la fondation du chemins de fer rhénans. D'autres banquiers tels que Wilhelm Deichmann (de A. Schaaffhausen & Co.) et JH Stein & Co. (de) sont également impliqués très tôt, puis Abraham Oppenheim (Sal. Oppenheim jr. & Cie) et JD Herstatt. Avec un capital social initial de trois millions de thalers, les chemins de fer rhénans sont à l'époque la plus grande entreprise privée de Prusse.
Avant même l'assemblée constitutive de l'entreprise, un groupe autour du banquier Abraham Oppenheim se réunit et détient ensemble la majorité des voix. Oppenheim détient à lui seul près d'un quart du capital social, et les six plus grands banquiers de Cologne en détiennent ensemble un autre tiers. Six mois plus tard, Oppenheim et son confrère banquier belge Bischoffsheim détiennent seuls la majorité.
Avant même que la compagnie ferroviaire ne devienne opérationnelle, les banquiers réalisent des bénéfices considérables grâce à des opérations spéculatives et surtout d'arbitrage, souvent sans bénéfice apparent pour l'entreprise, au détriment d'autres investisseurs en capitaux. Cette pratique vaut aux banquiers des critiques de la part du public, notamment parce qu'ils utilisent trop clairement leur double rôle de décideur d'entreprise et d'intermédiaire financier en faveur de ce dernier. Ainsi, Abraham Oppenheim se met d'accord avec d'autres "initiés" comme David Hansemann (1837) ou avec Gustav Mevissen (un peu plus tard), de réduire le prix des titres REG à Cologne en les vendant ou pour les maintenir à un niveau bas en les achetant le plus discrètement possible, afin que le bénéfice de l'arbitrage puisse être plus important sur d'autres marchés comme Bruxelles, Paris ou Berlin. Cette activité était pour lui extrêmement rentable, car l'opération avec Paris, par exemple, générait déjà un rendement annuel compris entre 10 et 90 % au bout de deux mois.
Afin de couvrir les besoins élevés en capitaux de l'entreprise ferroviaire, les banquiers développent de nouvelles formes de coopération telles que des consortiums suprarégionaux (syndicats émetteurs) et plus tard des banques par actions. Lorsque les banquiers de Cologne rencontrent des problèmes de liquidités lors d'une augmentation de capital en 1838/1839 en raison de la faiblesse de l'économie et de la lenteur des ventes d'actions qui en résultent, ils tentent de rembourser leurs obligations financières à la compagnie ferroviaire. Finalement, en 1840, l'État belge rachète les actions auparavant invendables.
Après que la société ait commencé à exploiter des chemins de fer en 1841, des sommes croissantes sont reçues dans les coffres des banquiers. À la fin des années 1840, les banquiers de Cologne deviennent des débiteurs chroniques ou des « administrateurs » des excédents d'argent de la Compagnie. Par exemple, en 1847, ils doivent à l'entreprise environ 300 000 thalers sur un total de bilan d'environ 10 millions de thalers. Dans les années 1850, ces sommes augmentent encore, pour atteindre en 1858 environ plus d'un million de thalers, pour un total de bilan d'environ 23 millions
Dans le cadre de la politique de nationalisation de Bismarck, la loi nationalisant la Compagnie des chemins de fer rhénans est annoncée le 14 février 1880. À cette époque, l'État prussien possède déjà 42 % du capital social de la société. La « Direction royale des chemins de fer rhénans de Cologne », créée pour l'administration et la gestion des chemins de fer, prend en charge la gestion de l'exploitation dès le 1er janvier 1880. Le 23 février 1881, cette direction est rebaptisée "Direction royale des chemins de fer à Cologne sur la rive gauche du Rhin". Les lignes de la rive droite du Rhin furent transférées, avec celles de la Compagnie du chemin de fer de Cologne à Minden, également nationalisée, à  la « Direction royale des chemins de fer de Cologne sur la rive droite du Rhin » nouvellement créée, avec effet au 1er avril 1881.
Lors de sa nationalisation, la Compagnie des chemins de fer rhénans compte 507 locomotives, 862 wagons de voyageurs et 13 572 wagons de marchandises. Elle exploitet un réseau de 1 356 kilomètres de long. Le prix d'achat, financé par des obligations d'État, s'élève à 591 129 900 marks. La Compagnie est dissoute le 1er janvier 1886.

## Publications
- Bittschrift der Rheinischen Eisenbahn-Gesellschaft an die Hohe Stände-Versammlung der Rheinprovinz: nebst Erläuterungs-Bericht. Beaufort, Aix-la-Chapelle 1843 (Digitalisat)